# Elizabeth Carter

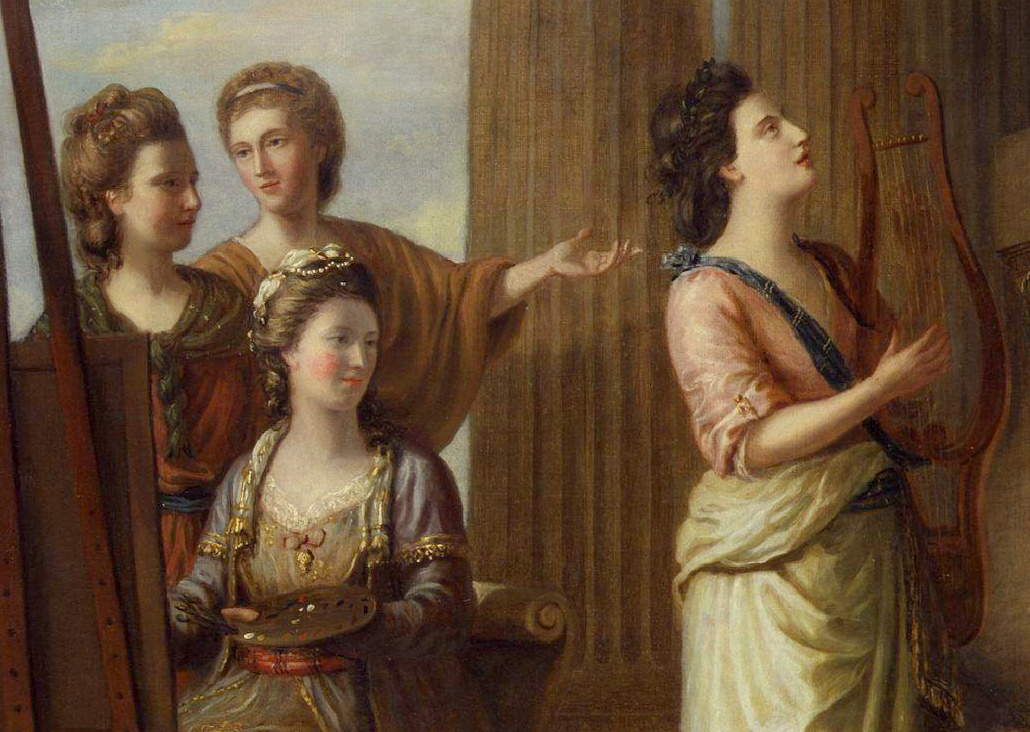
Elizabeth Carter (extremo izquierdo), en compañía de otras socias de las «Medias Azules» por Richard Samuel en Las Nueve Musas Vivientes de Gran Bretaña. Galería de Retrato nacional, Londres.

Elizabeth Carter (Deal, Kent, 16 de diciembre de 1717-19 de febrero de 1806) fue una poetisa inglesa, clasicista, escritora, traductora, y un miembro de la Sociedad de Medias Azules.

## Biografía
Nacida en Deal, Kent, Elizabeth Carter era la hija de un clérigo cuya parroquia estaba en la ciudad –la casa familiar todavía puede verse en el cruce de South Street con Middle Street, cercano al paseo marítimo–.  Animada por su padre para estudiar, aprendió lenguas modernas y antiguas (incluyendo latín, griego, hebreo, y árabe) y ciencias.
Carter tradujo al inglés Examen de l'essai de Monsieur Pope sur l'homme (Examination of Mr Pope's "An Essay on Man",  dos volúmenes, 1739) de Jean-Pierre de Crousaz, Newtonianism per le donne (Newtonianismo para mujeres) de Francesco Algarotti y escribió un volumen pequeño de poemas. Sin embargo, su puesto en el panteón de mujeres escritoras del siglo XVIII estaba asegurado por su traducción en 1758 de All the Works of Epictetus, Which are Now Extant, la primera traducción inglesa de todos los trabajos conocidos del filósofo estoico griego Epicteto. Con este trabajo consiguió su nombre y fortuna, asegurándose la espectacular suma de 1000 libras en suscripciones.

## Círculo
Carter era amiga de Samuel Johnson, y le ayudó con algunas ediciones en su periódico The Rambler. Entre sus amistades contó con muchos otros hombres eminentes, así como cercanas confidentes como Elizabeth Montagu, Hannah Más, Hester Chapone, y muchas otras miembros de la Sociedad de Medias Azules. Anne Hunter, una poeta menor, y Mary Delany fueron también amigas cercanas.
Aparece en el grabado (1777) y en la pintura (1778) de The Nine Living Muses of Great Britain (Las Nueve Musas Vivientes de Gran Bretaña) realizadas por Richard Samuel, pero las figuras en la pintura están tan idealizadas que no se sintió identificada ni reconoció a ninguno de los personajes de la obra.